# Профессионал (фильм, 2011)
«Профессионал» (англ. Killer Elite — «Элита киллеров») — экшн-триллер 2011 года, снятый по мотивам романа 1991 года сэра Ранульфа Файнса «The Feather Men».

## Сюжет
Дэнни Брайс — бывший наёмный убийца международного уровня, самый хладнокровный и опасный в своём роде. После рядовой операции в Мексике он понимает, что хочет бесповоротно изменить свою жизнь и уходит из дела. Но спустя год спокойной жизни он получает сообщение от посредника, из которого узнаёт, что его старый друг и напарник прошлых лет Хантер (Де Ниро) взят в заложники арабским шейхом. Шейх хочет, чтобы Брайс устранил отставных бойцов элитного спецподразделения SAS, которые когда-то убили сыновей шейха в Дофарской войне. Теперь Дэнни обязан сделать это, чтобы спасти своего друга. Однако в их непростом деле не бывает «бывших». На хвосте у Дэнни и его напарников всякий раз появляются неизвестные с навыками спецподготовки и неутолимым желанием убить их. В конце концов, дело становится личной битвой Брайса, когда в истории станет замешана единственная любовь всей его жизни…

## В ролях
| Актёр                     | Роль                 |
| ------------------------- | -------------------- |
| Джейсон Стейтем           | Дэнни Брайс          |
| Роберт Де Ниро            | Хантер               |
| Клайв Оуэн                | Спайк                |
| Ивонн Страховски          | Анна                 |
| Доминик Пёрселл           | Дэвис                |
| Адевале Акиннуойе-Агбадже | «Агент»              |
| Грант Боулер              | капитан Джеймс Крегг |
| Мэтью Нэйбл               | Пеннок               |
| Аден Янг                  | Майер                |
| Эндрю Стелин              | голландец            |

## Критика
Фильм получил в основном негативные отзывы кинокритиков. На сайте Rotten Tomatoes фильм имеет рейтинг 28% на основе 127 рецензий со средним баллом 5,8 из 10. На сайте Metacritic фильм имеет оценку 44 из 100 на основе 29 рецензий критиков, что соответствует статусу «смешанные или средние отзывы».